# 47 mm AC Mle 1934

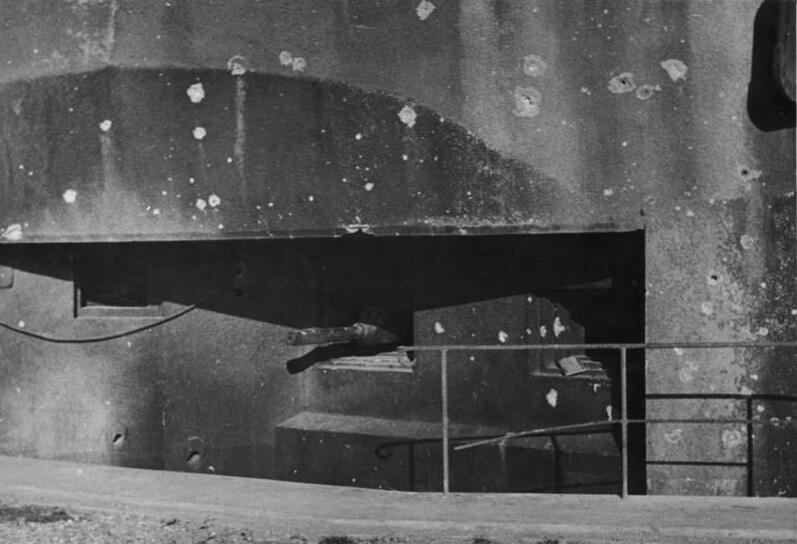
AC 47 in batteria nella cannoniera, Secteur fortifié de Rohrbach, luglio 1940.

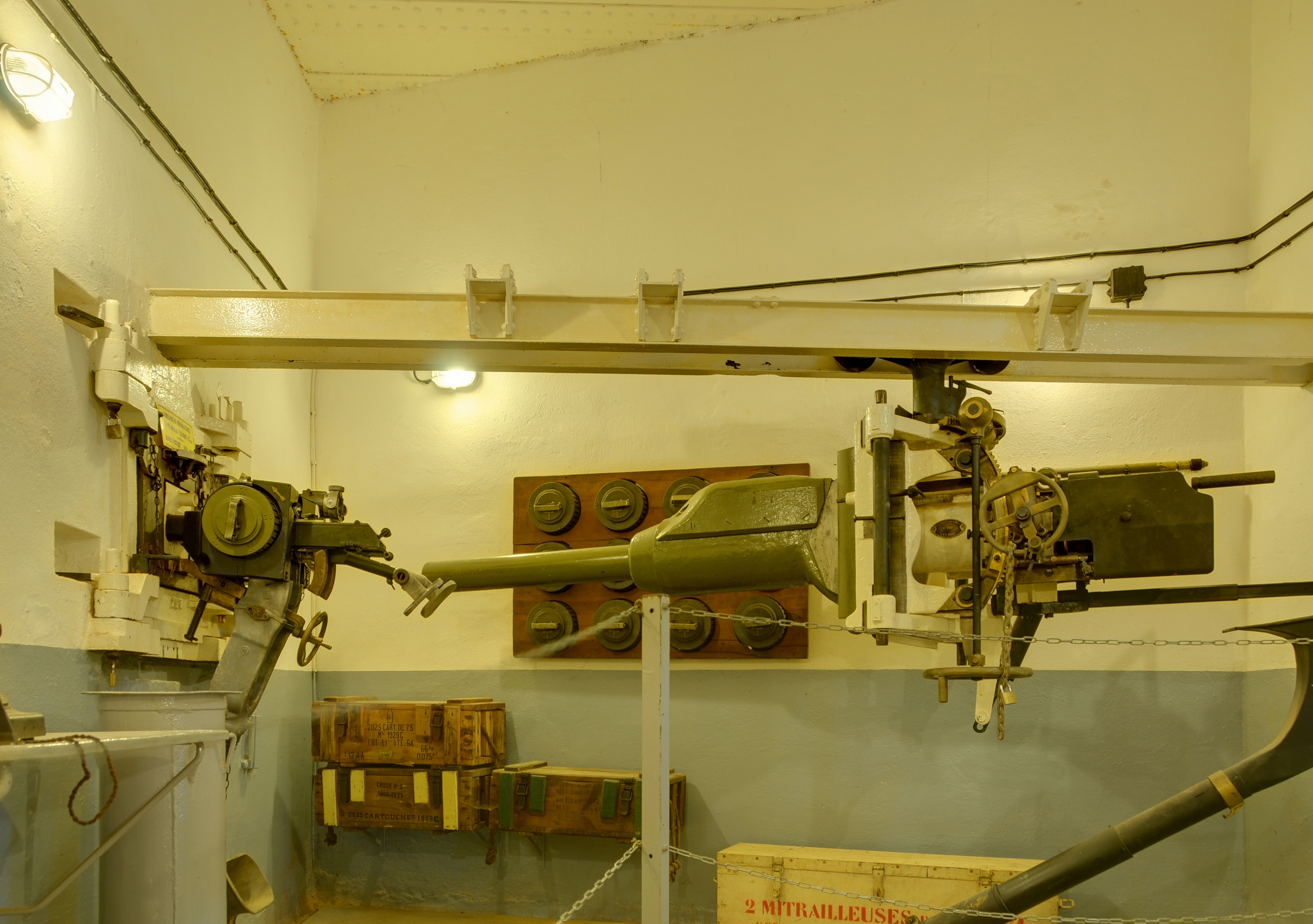
AC 47 arretrato nel bunker, sospeso alla rotaia.

Il Canon de 37 mm AC Modèle 1934 era un cannone controcarro francese sviluppato alla fine degli anni trenta dall'Atelier de construction de Puteaux (APX) per l'impiego in postazione fissa nelle opere della Linea Maginot. All'entrata in guerra della Francia nel 1940, erano in servizio 336 cannoni da 47 mm AC. Era un derivato dal prototipo da 47 mm APX Mle 1934 da d'accompagnamento.

## Descrizione
Il pezzo armava le casematte CORF della Linea Maginot con lunghezza superiore a 3 metri consentiva di ritirare tutta la bocca da fuoco nell'opera, mentre la feritoia veniva chiusa da un impianto corazzato binato di mitragliatrici Reibel da 7,5 mm. Le casematte CORF più piccole erano equipaggiate invece con il cannone 37 mm AC Mle 1934.
La bocca da fuoco era incavalcata su un carrello che scorreva su una doppia rotaia sospesa al soffitto, che ne permetteva lo spostamento dalla cannoniera al fondo del bunker.
Il cannone era certamente il miglior anticarro francese nel 1940. Era dotato di un ottimo potere perforante, con 80 mm d'acciaio omogeneo perforato a 800 m di distanza, ma nel 1940 non era dotato di una granata esplosiva e quindi non poteva essere usata contro la fanteria.